# Euploea decorata
Euploea decorata är en fjärilsart som beskrevs av Hans Fruhstorfer 1910. Euploea decorata ingår i släktet Euploea och familjen praktfjärilar. Inga underarter finns listade i Catalogue of Life.